# 錫梅伊茲天文台
| 發現的小行星： 149  | 發現的小行星： 149 |
| ------------------- | ------------------ |
| (109573) 2001 QQ269 | 2001年8月20日      |

錫梅伊茲天文台（烏克蘭語：Сімеїзька обсерваторія）在1950年代中期之前是從事天文學研究的天文台。它座落於俄罗斯或烏克蘭克里米亞的科什-卡亞山，鄰近的城市是锡梅伊兹。

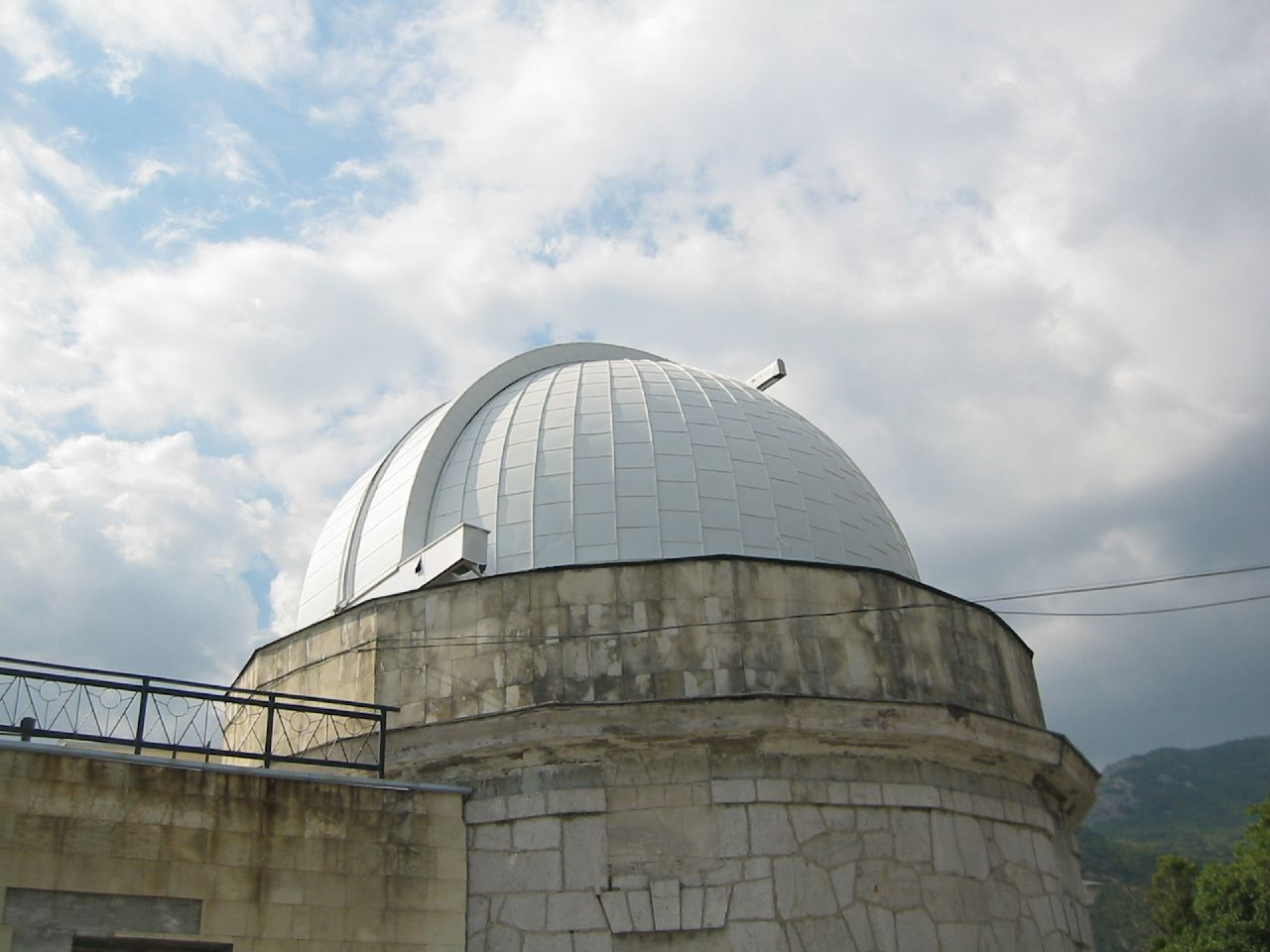

它現在是克里米亞天體物理天文台的一部分，目前使用雷射為基礎，來研究衛星的軌道。
錫梅伊茲天文台是業餘天文學家創立的天文台，後來用來尊榮科學研究院的M·馬利佐夫，他在1910年在自家鄰近西門子的地上建造了一座折射往遠鏡的塔樓。在1906年，建造了蔡司雙筒攝星儀塔樓。目前，這兩座塔都被保留並且還在使用中。在1908年11月，M·馬利佐夫將他的天文台當成禮物贈送給普爾科沃天文臺。在1912年，普爾科沃夫天文台的天文物理部在俄羅斯南部正式開幕。錫梅伊茲天文台位於克里米亞山脈南部的可西卡山中，海拔高度約360米。主要的建築物是在第二次世界大戰後在舊建築與陽台雕飾圓柱的基礎上以現代化風格重建的。 
研究星際空間和恆星形成區、發現恆星的自轉、建立輻射速度的恆星目錄、研究恆星和太陽的化學組成，讓錫梅伊茲天文台受到全球的矚目。它對太陽和恆星的研究成果有其獨特的價值。
這個機構的設施提供國際組織和自己的工作人員使用，目前進行下列的專案：
1. 超長基線干涉儀 (Very Long Baseline Interferometry，VLBI)；
2. 多波段監測活躍星系核 (Active Galactic Nuclei，AGN)；

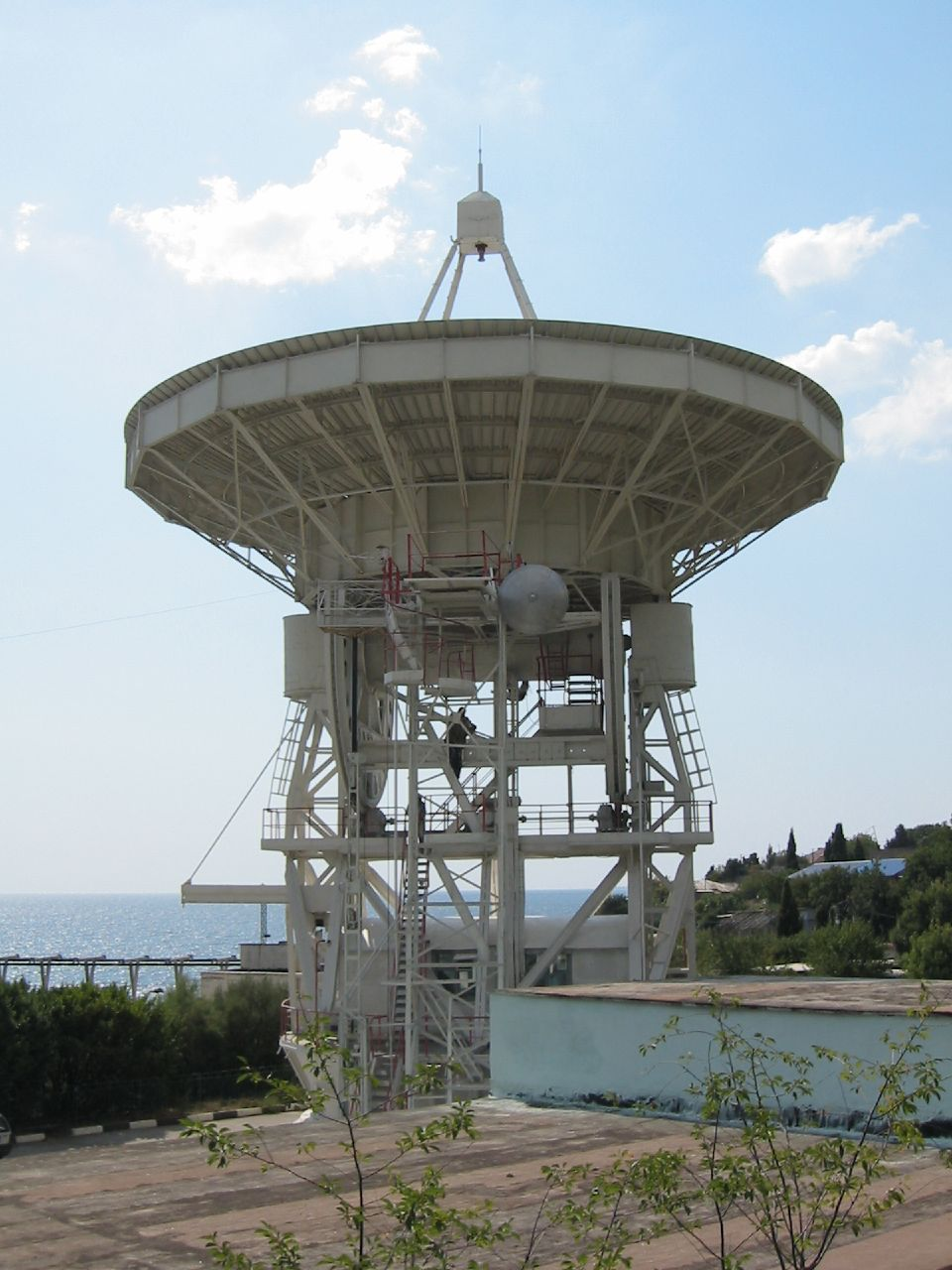
錫梅伊茲天文台的RT-22電波望遠鏡。

3. 太陽和恆星活動的研究；
4. 毫米波的分子譜線觀測。

44°25′4.94″N 33°59′50.64″E / 44.4180389°N 33.9974000°E

## 外部連結
- Peaple and Stars（页面存档备份，存于） History of Simeiz Observatory(in Russian)
- Crimean Astrophysical Observatory （页面存档备份，存于） Detailed History of Simeiz and Crimean Astrophysical Observatory(in Russian).
- Brief history Brief history of Simeiz and Crimean Astrophysical Observatory.(in English)